# マルコス・ロペス (ペルーのサッカー選手)
マルコス・ホアン・ロペス・ランフランコ (Marcos Johan López Lanfranco  , 1999年11月20日 - )は、ペルー・リマ郡リマ出身のプロサッカー選手。デンマーク・スーペルリーガ・FCコペンハーゲン所属。ポジションはDF。

## クラブ経歴
2016年に16歳でウニベルシダ・サン・マルティンのトップチームに昇格。同年シーズンにリーグ戦2試合に出場。翌2017年4月にスポルティング・クリスタルに移籍。翌2018年シーズンに頭角を表し、同年シーズンは5ゴールを決めた。
2019年1月7日、サンノゼ・アースクエイクスとの契約を発表。加入後先発に定着し、主力として活躍した。
2022年8月8日、フェイエノールトと4年契約を締結したことが発表された。

## 代表歴
2017年にエクアドルで開催された南米ユース選手権に、U-20のペルー代表として出場。2018年9月にフル代表に初招集され、9日のドイツ戦で代表デビュー。2019年にも南米ユース選手権に出場。コパ・アメリカ2021にも出場している。